# Pterobryella papuensis
Pterobryella papuensis är en bladmossart som beskrevs av Hugh Neville Dixon 1922. Pterobryella papuensis ingår i släktet Pterobryella och familjen Pterobryaceae. Inga underarter finns listade i Catalogue of Life.